# Občina Komenda

Občina Komenda - Slovinsko

Občina Komenda je jednou z 212 občin ve Slovinsku. Rozkládá se ve Středoslovinském regionu. Je jednou z 25 občin regionu. Rozloha občiny je 24,1 km² a v lednu 2014 zde žilo 5868 lidí. V občině je celkem 14 vesnic. Správním centrem je vesnice Komenda.

## Poloha, popis

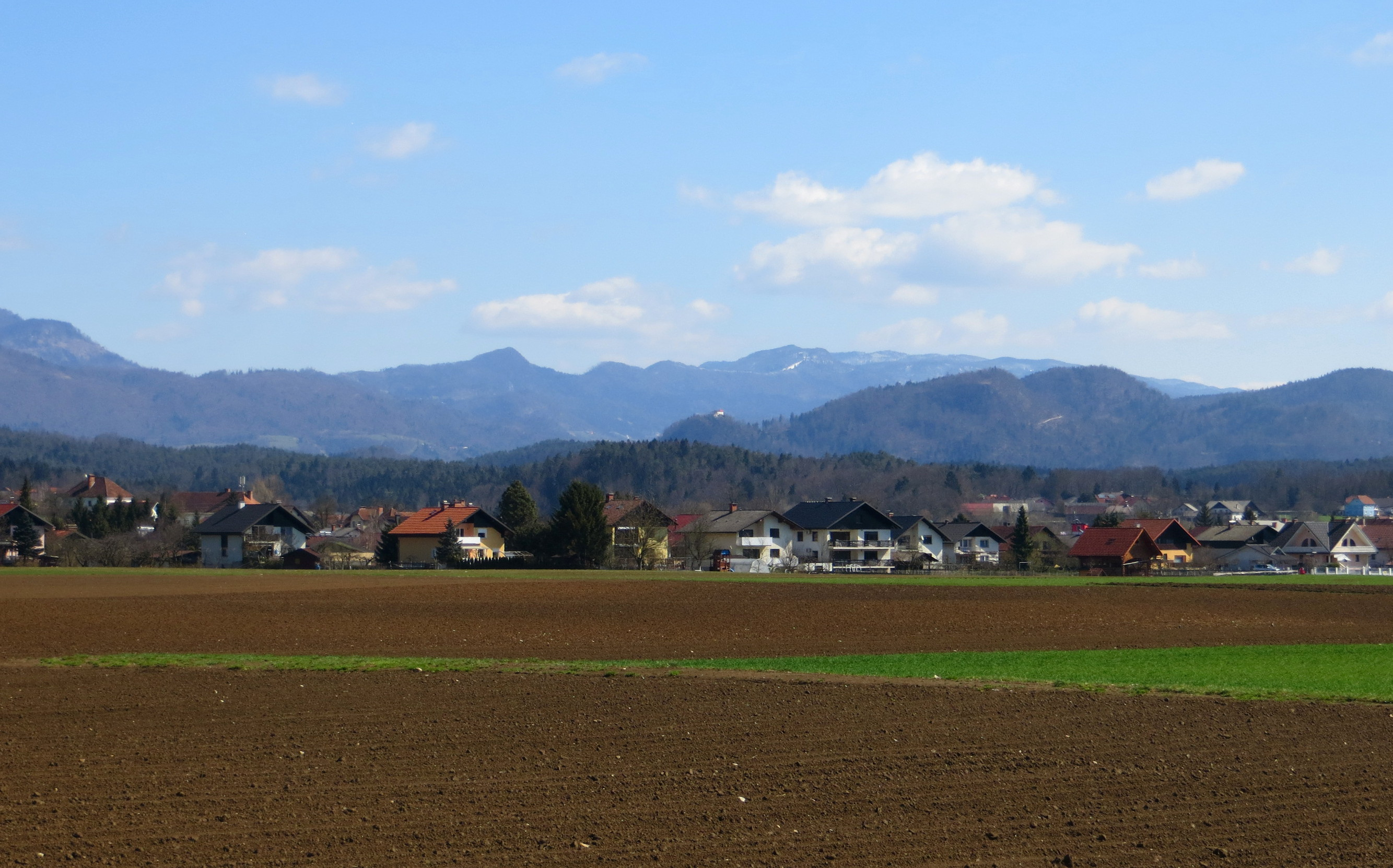
Komenda - Slovinsko

Občina se rozkládá zhruba 17 km severně od centra Lublaně. Územím protéká od severu k jihu říčka Pšata. Nadmořská výška je zhruba od 330 m nejvýše do 400 m.
Sousedními občinami jsou: Kamnik na východě, Mengeš na jihovýchodě, Vodice na jihozápadě a Cerklje na Gorenjskem na severozápadě.

## Vesnice v občině
Breg pri Komendi, Gmajnica, Gora pri Komendi, Klanec, Komenda, Komendska Dobrava, Križ, Mlaka, Moste, Nasovče, Podboršt pri Komendi, Potok pri Komendi, Suhadole, Žeje pri Komendi.